# Marc Oliveras
Marc Oliveras Gabarre (Barcellona, 20 dicembre 1991) è un ex sciatore alpino e sciatore freestyle andorrano.

## Biografia

### Stagioni 2007-2016
Originario di Escaldes e attivo in gare FIS dal gennaio del 2007, Oliveras ha gareggiato prevalentemente nello sci alpino: ha esordito in Coppa Europa il 5 febbraio 2009 a Soldeu in slalom gigante, senza completare la prova, in Coppa del Mondo il 17 dicembre 2010 in Val Gardena in supergigante (54º) e ai Campionati mondiali a Schladming 2013, dove si è classificato 32º nella discesa libera, 27º nella supercombinata e non ha completato il supergigante e lo slalom gigante.
L'anno dopo ha ottenuto il miglior piazzamento in Coppa del Mondo, il 17 gennaio a Wengen in supercombinata (38º), e ha preso parte ai XXII Giochi olimpici invernali di Soči 2014, suo debutto olimpico, dove si è piazzato 40º nella discesa libera, 34º nel supergigante, 38º nello slalom gigante e 31º nella supercombinata.

### Stagioni 2017-2020
Ai Mondiali di Sankt Moritz 2017 è stato 36º nella discesa libera, 33º nel supergigante e 37º nella combinata; l'anno dopo ha preso per l'ultima volta il via in Coppa del Mondo, il 27 gennaio a Garmisch-Partenkirchen in discesa libera senza completare la prova, e ha preso parte ai XXIII Giochi olimpici invernali di Pyeongchang 2018, sua ultima presenza olimpica, dove si è classificato 33º nel supergigante, 29º nella combinata e non ha completato la discesa libera. Ai Mondiali di Åre 2019, sua ultima presenza iridata, si è piazzato 44º nella discesa libera e 35º nel supergigante. Inattivo dal termine di quella stessa stagione 2018-2019, ha annunciato il ritiro nel novembre del 2020; la sua ultima gara  in carriera è stata lo slalom speciale dei Campionati andorrani 2019, disputato il 10 aprile a Soldeu e non completato da Oliveras.
Accanto allo sci alpino Oliveras ha gareggiato anche nel freestyle, specialità ski cross, prendendo parte a fine carriera a gare di Coppa Europa: nel circuito continentale ha esordito il 23 marzo 2019 a Reiteralm (45º), ha ottenuto il miglior piazzamento il 18 dicembre 2019 a Val Thorens (16º) e ha preso per l'ultima volta il via il 6 marzo 2020 a Crans-Montana (30º).

## Palmarès

### Sci alpino

#### Universiadi
- 1 medaglia:
  - 1 argento (supergigante a Granada/Štrbské Pleso 2015)

#### Coppa Europa
- Miglior piazzamento in classifica generale: 173º nel 2018

#### Campionati andorrani
- 13 medaglie:
  - 7 ori (supergigante nel 2014; discesa libera, supergigante nel 2015; supergigante nel 2016; discesa libera nel 2017; discesa libera, supergigante nel 2019)
  - 2 argenti (slalom gigante nel 2009; supercombinata nel 2014)
  - 4 bronzi (slalom gigante nel 2008; slalom speciale nel 2010; slalom gigante nel 2018; slalom gigante nel 2019)

### Freestyle

#### Coppa Europa
- Miglior piazzamento nella classifica di ski cross: 53º nel 2020